# Aneura sharpii
Aneura sharpii là một loài rêu trong họ Aneuraceae. Loài này được Inoue & N.G. Mill. mô tả khoa học đầu tiên năm 1985.